# Питер, Юкио
Юкио Питер (англ. Yukio Peter; род. 29 января 1984 года в Айво) — науруанский тяжелоатлет.
В 2004 году стал чемпионом Океании среди юниоров. С результатом 302,5 кг занял 8-е место на Летних Олимпийских играх 2004 года в категории до 69 кг (в рывке — 135 кг, в толчке — 167,5 кг). Там же Петер был знаменосцем делегации Науру на церемонии открытия Игр.
На чемпионате мира 2005 года выиграл серебряную медаль в рывке в категории до 77 кг. В 2008 году стал чемпионом Содружества в этой же весовой категории.